# 3rd Arkansas Infantry
Le 3rd Arkansas, ou 3rd Arkansas Infantry Regiment (mai 1861 - 12 avril 1865) est un régiment de l'armée confédérée pendant la guerre de Sécession, et le plus célèbres des unités de l'État. Formé initialement commandé par le colonel Albert Rust, et plus tard sous le commandement du colonel Van H. Manning, le régiment fait partie de l'armée de Virginie du Nord commandée par le général Robert E. Lee. Le régiment sert pendant la durée de la guerre, des derniers mois de 1861 jusqu'à la reddition à Appomattox Court House en 1865. C'est le seul régiment de l'Arkansas à servir l'ensemble de la guerre dans l'est, où la plupart des grandes batailles sont livrées. Il est également le seul régiment de l'Arkansas à s'engager pour la durée de la guerre, tous les autres régiments de l'État signant pour un enrôlement d'une année.

## Formation
Le régiment est formé en mai et en juin 1861, initialement par le Dr W. H. Tebbs, qui sera nommé capitaine, et Van H. Manning, qui prendra plus tard le commandement du régiment. Au début de mai 1861, le Dr W. H. Tebbs, capitaine d'une compagnie volontaire levée dans le bayou Bartholomew, dans le comté d'Ashley, et le capitaine Van H. Manning, le capitaine d'une compagnie organisée à Hamburg, dans le comté d'Ashley, partent pour Vicksburg, Mississippi afin d'offrir les services de leurs deux compagnies dans l'armée confédérée. Ils contactent Leroy P. Walker, secrétaire à la guerre confédéré, à Montgomery, par télégraphe et reçoivent sa réponse déclinant l'offre des deux compagnies, hors d'un régiment. Ils partent ensuite à Montgomery, et Manning demande l'aide du sénateur confédéré de l'Arkansas Albert Rust. Rust aide à obtenir l'intégration dans l'armée confédérée, à la condition de lever les compagnies restantes nécessaires pour former un régiment. Rust retourne en Arkansas, et organise neuf autres compagnies, et rejoint le capitaine Tebbs et le capitaine Manning, en Virginie, où le régiment entre en service pour la durée de la guerre. L'ajout de neuf compagnies monte à onze compagnies lorsque le régiment est organisé. Les compagnies de Tebbs et du capitaine Manning sont peut-être les premières et les seules compagnies à qui on a refusé l'admission au service de la Confédération, même pour une journée, et sont les premières compagnies enrôlées pour la guerre. Lorsqu'il est organisé, le régiment est composé de 11 compagnies :

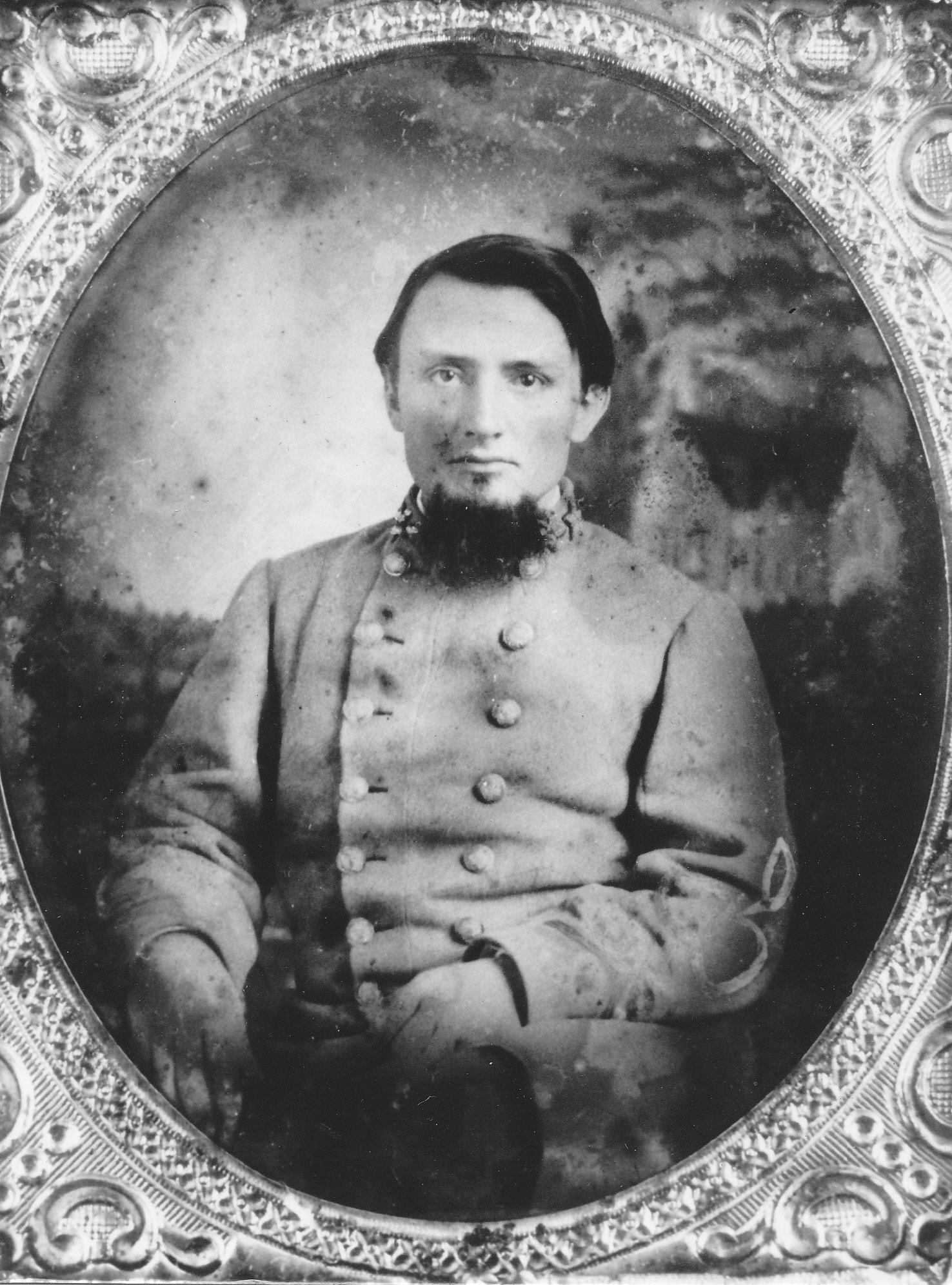
Le colonel Van H. Manning, commandant le 3rd Arkansas Infantry Regiment, plus tard membre du Congrès du Mississippi.

- Compagnie A - « The Arkansas Travelers », commandé par le capitaine W. H. Tebbs, organisé à Portland, comté d'Ashley. Le 25 septembre 1862, quarante-deux membres de la compagnie L démantelée - aussi du comté d'Ashley - sont affectés à cette compagnie. Pendant ses quatre années de service, 147 hommes servent dans la compagnies A. Seuls vingt d'entre eux sont présents lorsque la compagnies se rend à Appomattox Court House[4].
- Compagnie B - « The Berlin Beauregards », commandée par le capitaine Capers, organisée à Berlin, comté d'Ashley. Pendant ses quatre années de service, 110 hommes servent dans la compagnie B, seuls huit d'entre eux sont présents lorsque la compagnie se rend à Appomattox Court House[5].
- Compagnie C - « The Confederate Stars », commandée par le capitaine Thomas M. Whittington, organisée à Monticello, comté de Drew. Pendant ses quatre années de service, 154 hommes servent dans la compagnie C, seuls treize d'entre eux sont présents lorsque la compagnie se rend à Appomattox Court House[6].
- Compagnie D - « The Selma Rifles », commandée par le capitaine R. S. Taylor, organisée à Selma, comté de Drew. Pendant ses quatre années de service, 83 hommes servent dans la compagnie D, seuls huit d'entre eux sont présents lorsque la compagnie se rend à Appomattox Court House[7].
- Compagnie E - « The Champagnolle Guards », commandée par le capitaine Thomas F. Nolan, organisée à Champagnolle, comté d'Union. Le 18 juillet 1862, vingt-huit hommes de la compagnie C démantelée du Second Arkansas Infantry Battalion, qui viennent aussi du comté d'Union sont affectés à cette compagnie. Pendant ses quatre années de service, 131 hommes servent dans la compagnie E, seuls vingt d'entre eux sont présents lorsque la compagnie se rend à Appomattox Court House[8].
- Compagnie F - « The Hot Spring Hornets », commandée par le capitaine Thrasher, organisée à Rockport, comté de Hot Spring. Le 18 juillet 1862, trente-trois hommes de la compagnie A démantelée du 2nd Arkansas Infantry Battalion, sont affectés à cette compagnie, néanmoins, la plupart d'entre eux sont rapidement déchargés pour diverses blessures et maladies. Pendant ses quatre années de service, 119 hommes servent dans la compagnie F, seuls dix d'entre eux sont présents lorsque la compagnie se rend à Appomattox Court House[9].
- Compagnie G - « The Three Creeks Rifles », commandée par le captaine Rudy, organisée à Three Creeks, comté d'Union. Le 18 juillet 1862, dix-huit hommes de la compagnie C démantelée du 2nd Arkansas Infantry Battalion - venant aussi du comté d'Union - sont affectés à cette compagnie. Pendant ses quatre années de service, 127 hommes servent dans la compagnie G, seuls vingt-trois d'entre eux sont présents lorsque la compagnie se rend à Appomattox Court House[10].
- Compagnie H - « The Orphan Company », commandée par le capitaine Reed, une compagnie mixte de l'Arkansas et du Kentucky. La compagnie inexpérimentée a seulement 33 volontaires, seulement un tiers du nombre requis pour une compagnie complète. Deux compagnie de volontaires de l'Arkansas du comté d'Ashley, passant par Nashville, Tennessee, en chemin pour la Virginie pour former le Third Arkansas Infantry, rencontre Samuel V. Reid, du Kentucky, qui a amené 30 compagnons du Kentucky en provenance du Tennessee, recherchant un régiment auquel se joindre. On propose que ces deux groupes de volontaires de se joindre pour former une compagnie complète du Third Arkansas. Les nominations des officiers et sous-officiers seront également réparties en les deux groupes, Reid devenant capitaine et Gibson premier lieutenant. En conséquence, les hommes du Kentucky s'engagent à Nashville le 10 juin; les hommes de l'Arkansas s'engagent à Tyro le 15 juin ; et la nouvelle compagnie part pour Lynchburg, Virginie, où elle est affectée au Third Regiment Arkansas Volunteers, en tant que compagnie H, juillet 1861. Le colonel Albert Rust, commandant le régiment, se réfère à la compagnie comme « mes orphelins », un nom que les hommes adoptent en tant que « The Orphan Company ». En gardant sa nature cosmopolite, la compagnie H recrute quelques virginiens pendant la guerre. Pendant ses quatre années de service, 116 hommes servent dans la compagnie H, seuls neuf d'entre eux sont présents lors la compagnie se rend à Appomattox Court House[11].
- Compagnie I - « The Tulip Rifles », commandée par le capitaine Alexander, organisée à Tulip, comté de Dallas. Le 18 juillet 1862, trente hommes de la compagnie B démantelée du Second Arkansas Infantry Battalion sont affectés à cette compagnie. La compagnie I est la seule compagnie du Third Arkansas qui fait une utilisation significative de conscrits pour renforcer ses rangs. En mars 1863, trente fermiers et soldats en congé d'autre régiments sont engagés à Camden, Arkansas, et envoyés dans la compagnie en Virginie. Pendant ses quatre années de service, 150 hommes servent dans la compagnie I. Seuls treize d'entre eux sont présents lorsque la compagnie se rend à Appomattox Court House[12].
- Compagnie K - « The Ashley Volunteers », commandée par le capitaine Wilson Wilkins organisée à Hamburg, comté d'Ashley. Pendant ses quatre années de service, 134 hommes servent dans la compagnie A, seuls vingt-quatre d'entre eux sont présents lorsque la compagnie se rend à Appomattox Court House[13].
- Compagnie L - « The Rust Guards », commandée par le capitaine Joseph H. Bell organisée à Latonia, comté d'Ashley (plus tard consolidée avec la compagnie A). Le 25 septembre 1862, la compagnie est démantelée.Quarante-deux de ses hommes sont transférés dans la compagnie A - venant aussi du comté d'Ashley. Un total de soixante-treize hommes sont portés sur les registres de la compagnie L pendant son existence. Seuls dix d'entre eux sont présents lorsque le régiment se rend à Appomattox Court House[14].

Albert Rust est nommé colonel, et le régiment est envoyé à Lynchburg, en Virginie, pour la formation militaire. Pendant qu'il est en Virginie, les officiers avec un entraînement militaire formel sont affectés au régiment, dont Seth Maxwell Barton, diplômé de West Point, qui est affecté comme lieutenant-colonel, et Thomas Middleton Semmes, diplômé de l'institut militaire de Virginie, affecté comme capitaine-adjudant du régiment. Le régiment est ensuite attaché à l'armée de Virginie du Nord du général Lee, et déployé dans la région de ce qui va bientôt devenir la Virginie-Occidentale. D'ici à la mi-1862, le régiment, sous les ordres de Van Manning après la promotion d'Albert Rust au grade brigadier général, avec William H. Tebbs étant promu lieutenant-colonel.

## Combats
À partir de son intégration dans l'armée des Confédérés, le 3rd Arkansas devient l'un des régiments confédérés les plus éminents et les plus respectés de la guerre. Toutefois, avant sa première action lors d'une bataille, les premières impressions sur eux de la part de leurs collègues confédérés ne sont pas bonnes, selon des récits écrits. Dans plusieurs récits, relayé par l'écrivain et historien Mauriel P. Joslyn, le régiment est d'abord considéré comme un groupe de paysans ignorants mal habillés et mal équipés. Une fois éprouvé au combat, cependant, ces opinions sur eux vont changer de façon spectaculaire.
Le régiment reçoit l'ordre de partir dans les montagnes de la Virginie occidentale, où il effectue un service pénible et décourageant dans la campagne des rivières Gauley et Cheat. Ceci est suivi par la marche difficile sous les ordres de Stonewall Jackson (que le colonel Rust décrit plus tard comme « un vieux maître d'école impraticable qui dit ses grâces avant de manger et prie avant d'aller se coucher. »), lors de la campagne de la vallée. Le régiment est engagé dans les batailles de Greenbrier et d'Allegheny. Sous le général Jackson, à Winchester, en janvier 1862, le 3rd Arkansas marche sur Bath et Romney, retourne à Winchester, et reçoit l'ordre de partir pour Fredericksburg et est affecté à la brigade du général Theophilus H. Holmes. Le colonel Rust est promu brigadier général, à cette période, et est transféré à un commandement dans les armées occidentales. Van Manning est promu colonel du régiment succédant au colonel Rust.
Le 3rd Arkansas est engagé dans les batailles de White Oak Swamp, le 3 juin 1862, dans la brigade de J. G. Walker le 1er juillet 1862 participe à la bataille de Malvern Hill.
En juillet 1862, les rangs de la 3rd Arkansas augmentent par l'ajout de près de 140 soldats du 2nd Arkansas Infantry Battalion. Le second Arkansas battalion est organisé en octobre 1861, à partir de trois compagnies de volontaires de l'El Dorado, Hot Springs et Pine Bluff. En juin 1862, le 2nd Arkansas battalion est décimé en menant un assaut sur la position fédérale à Beaver Dam Creek, et son commandant, le commandant William Naylor Bronaugh est mortellement blessé. Le département à la guerre dissout le bataillon et transfère ses survivants dans le 3rd Arkansas.
Le 17 septembre 1862, à la bataille d'Antietam, les compagnies A et L du 3rd Arkansas sont décimées. Le 25 septembre, les quelques survivants de la compagnie L sont transférés dans la compagnie A et la compagnie L cesse d'exister. Ainsi, le régiment est réduit à une dizaine de compagnies, le nombre normal pour un régiment d'infanterie. Le colonel Manning est grièvement blessé lors de la bataille.
En novembre 1862, le 3rd Arkansas est affecté à la célèbre brigade du Texas de l'armée de Virginie du Nord. Le département à la guerre confédéré détermine que les troupes ont avantage à être embrigadées avec les régiments de leur État natal. À cette époque, la norme d'organisation d'une brigade comprend quatre régiments. Il y a trois régiments du Texas dans l'armée - les 1st, 4th et 5th - et un seul régiment de l'Arkansas. Il décide donc de regrouper ces quatre régiments de l'ouest ensemble. Le Third Arkansas reste partie intégrante de la brigade du Texas de Hood jusqu'à la fin de la guerre. Le premier engagement auquel l'unité participe en tant que partie de la brigade du Texas est la bataille de Fredericksburg, en décembre 1862. Le régiment n'est pas engagé à Chancellorsville, étant détaché avec le reste du corps de Longstreet à Suffolk.
Le 3rd Arkansas acquiert une réputation de combattants tenaces, souvent se trouvant au cœur des combats sur le champ de bataille, comme leur présence dans le « chemin creux » au cours de la bataille d'Antietam. Leur plus célèbre action est en tant que partie de la brigade du Texas au cours de la bataille de Gettysburg, à Devil's Den, où ils subissent de lourdes pertes, tout en servant sous les ordres du général John Bell Hood. Sa place à l'avant de l'assaut de Hood veut dire que c'est l'une des premières unités, si ce n'est la première, à être engagée activement au cours de la deuxième journée de la bataille. Le régiment est félicité pour son acte de bravoure lors de cette action, alors que, sous le commandement direct du brigadier général Jerome B. Robertson, combattant dans et à proximité de « Devil's Den ».
Le régiment est transféré avec le corps de Longstreet dans le Tennessee en septembre 1863, à temps pour combattre lors de la bataille de Chickamauga (où le commandant Reedy est mortellement blessé). L'unité participe aux batailles de Chattanooga, Wauhatchie, et lors du siège de Knoxville, dans le Tennessee, le retournant dans l'armée de Virginie du Nord au printemps de 1864.
Le régiment subit de lourdes pertes, plus tard dans la bataille de la Wilderness, au cours de laquelle ils perdent beaucoup de leurs commandants en plus des lourdes pertes dans ses rangs. Dans cette bataille, il perd le colonel Van Manning et le lieutenant colonel Robert Samuel Taylor, les deux sont gravement blessés et capturés, en plus du commandant William K. Wilkins qui est tué dans l'action.
Le régiment continue le combat à Spotsylvania, et à Cold Harbor. Le régiment est à Deep Run le 6 août 1864 ; à Petersburg pendant le siège par Grant à High Bridge et Farmville au cours des dernières journées de la guerre en 1865.
D'ici à la fin de la guerre, la brigade du Texas dans son ensemble, ce qui inclut les 1st, 4th, et 5th Texas, et le 3rd Arkansas, seuls 617 hommes survivent sur un total de 5 353. Le 3rd Arkansas Infantry peut être crédité des participations aux campagnes suivantes :
- Opérations de Cheat Mountain, en Virginie occidentale, 11 - 17 septembre 1861.
- Escarmouche, Elkwater, Virginie occidentale, 11 septembre 1861.
- Escarmouche, Point Mountain Turnpike, Virginie occidentale, 11 - 12 septembre 1861.
- Escarmouche À Saint-Pétersbourg, À L'Ouest De La Virginie, 12 septembre 1861.
- Engagement, Greenbrier Rivier, Cheat Mountain, Virginie occidentale, 3 et 4 octobre 1861.
- Opérations dans le district de la Vallée et contre Romney, Virginie occidentale, 26 novembre 1861 au 21 février 1862.
- Bataille de Seven Pines (Fair Oaks), Virginie, 31 mai - 1er juin 1862.
- Escarmouche, Gill's Bluff, Virginie (compagnie F), 20 juin 1862.
- Bataille des Sept Jours, Virginie, 25 juin au 1er juillet 1862.
- Engagement, Turkey Bridge (Malvern Cliff), Virginie, 30 juin 1862.
- Campagne dans le Nord de la Virginie (campagne de la deuxième Bull Run), 16 août au 2 septembre 1862.
- Campagne du Maryland, 3 - 19 septembre 1862.
- Siège, Harper's Ferry, Virginie occidentale, 13 septembre 1862.
- Bataille d'Antietam (Sharpsburg), Maryland, 16 et 17 septembre 1862.
- Action, Bolivar Heights, Virginie occidentale, 19 septembre 1862.
- Opérations des comtés de Loudoun, Fauquier et Rappahannock, Virginie, du 26 octobre au 10 novembre 1862.
- Bataille de Fredericksburg, Virginie, 12 au 15 décembre 1862.
- Siège, Suffolk, Virginie, 11 avril au 4 mai 1863.
- Escarmouche, Somerton Road, Virginie, 15 avril 1863.
- Escarmouche, Somerton Road, Virginie, 20 avril 1863.
- Action, Edenton Road, Suffolk, Virginie, 24 avril 1863.
- Campagne de Gettysburg, du 3 juin au 1er août 1863.
- Bataille de Gettysburg, Pennsylvanie, du 1er au 3 juillet 1863.
- Bataille de Chickamauga, Géorgie, du 19 au 21 septembre 1863.
- Siège, Chattanooga, Tennessee, du 24 septembre au 1er novembre 1863.
- Campagne de Knoxville, Tennessee, du 4 novembre au 23 décembre 1863[note 3].
- Siège, Knoxville, dans le Tennessee, le 17 novembre au 4 décembre 1863.
- Assaut, Forts Saunders et Loudoun, Knoxville, Tennessee, 29 novembre 1863.
- Opérations sur Dandridge, Tennessee, du 16 janvier au 17 janvier 1864.
- Opérations sur Dandridge, Tennessee, 26 - 28 janvier 1864.
- Campagne de la Wilderness, du 4 mai au 12 juin 1864.
- Bataille de la Wilderness, Virginie, 5 - 7 mai 1864.
- Batailles de Spotsylvania Court House, Laurel Hill, Ny Rivier et Fredericksburg Road, en Virginie, 8 - 21 mai 1864.
- Assaut du Saillant, SSpotsylvania Court House, en Virginie, 12 mai 1864.
- Opérations sur la ligne du North Anna River, Virginie, 22 - 26 mai 1864.
- Opérations sur la ligne de la Pamunkey River, Virginie, 26 au 28 mai 1864.
- Opérations sur la ligne de la Totopotomoy River, Virginie, 28 au 31 mai 1864.
- Batailles pour Cold Harbor, Virginie, du 1er au 12 juin 1864.
- Assaut du Petersburg, Virginie, 15 juin 1864.
- Opération de siège contre Petersburg et Richmond, Virginie, du 16 juin 1864 au 2 avril 1865.
- Assaut, Petersburg, Virginie, 18 juin 1864.
- Engagements à Deep Bottom (Darbytown), Strawberry Plains et New Market Road, Virginie, 27 - 29 juin 1864.
- Engagements à Deep Bottom[note 4], New Market Road[note 5] et Darbytown Road, Virginie, 13 - 20 août 1864.
- Engagement, Fair Oaks et Darbytown Road, Virginie, 27 et 28 octobre 1864.
- Campagne d'Appomattox, du 28 mars au 9 avril 1865[note 6].
- Assaut et la prise de Petersburg Lines, Virginie, 2 avril 1865.
- Reddition, Appomattox Court House, Virginie, 9 avril 1865.

## Drapeaux de combat
Le 3rd Arkansas est généralement connu pour avoir eu au moins quatre différentes couleurs régimentaires pendant la guerre, et il y a au moins trois exemplaires survivants de drapeau de bataille du 3rd Arkansas Infantry :

Le premier drapeau du 3rd Arkansas est sans doute le premier drapeau national confédéré, probablement à l'origine donné à la compagnie C (les Confederate Starts), ou à la compagnie K, Ashley Volunteers. L'unité porte ce premier drapeau lors de la bataille d'Antietam. Si ce drapeau a survécu, il n'a pas été identifié.

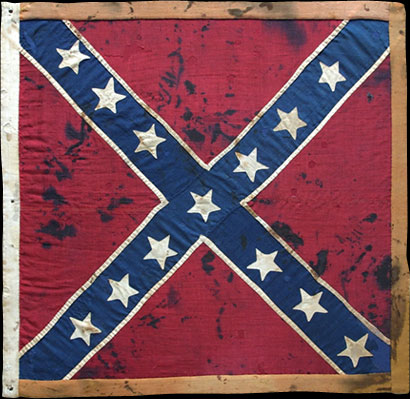

L'auteur Glenn Dedmondt identifie le deuxième drapeau qui a été porté par le 3rd Arkansas comme un drapeau de trois pieds carrés qui est actuellement dans la collection du musée de l'ancien Capitole de l'État de l'Arkansas (Old State House) à Little Rock. Le musée identifie ce drapeau comme un guide d'artillerie. Le drapeau a été remis au musée par la famille du soldat R. Jessie Bailey, 3rd Arkansas Infantry, groupe régimentaire. Le drapeau aurait été réalisé pour l'unité par les dames de Fredericksburg, Virginie pendant que le régiment était stationné là au cours de l'hiver 1862. Il est probable que le porteur de couleur de régiment James M. Johnson a été tué en portant ce drapeau à la bataille de Chickamauga, le 19 septembre 1863. Le drapeau, un drapeau de combat de l'armée de Virginie du Nord, est un carré de 35 1⁄2 pouces × 35 1⁄2 pouces ; Bordure orange ; rayure de 5 pouces de la croix de Saint-André ; et treize étoiles faites de pavoisement et de coton avec une toile de plomb.

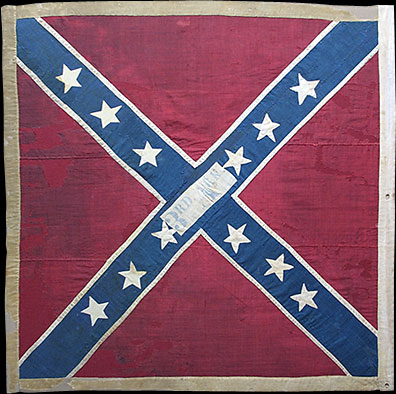

Le troisième drapeau porté par le 3rd Arkansas est un drapeau de combat de l'armée de Virginie du Nord fait de pavoisement et de coton avec une toile de plomb de 47 pouces × 46 pouces. Glenn Dedmondt identifie le drapeau comme un drapeau de pavoisement du 3rd fait par le dépôt de Richmond. Le drapeau a été livré à l'unité le 20 septembre 1863 sur le champ de Chickamauga et a probablement été porté jusqu'au 1er janvier 1865 environ. Le soldat Spencer Young, qui a été blessé portant le drapeau lors de la bataille de la Wilderness, a sauvé le drapeau et l'a ramené dans l'État. Il est resté sous sa garde jusqu'à ce qu'il soit remis au musée de l'ancien Capitole de l'État de l'Arkansas, dans les années 1920.
Le quatrième et dernier drapeau du 3rd Arkansas était un drapeau de pavoisement du dépôt de Richmond qui est actuellement dans les collections du musée de la Confédération, à Richmond, Virginie. Le drapeau de 51 pouces par 50 pouces a un champ de bruant rouge croisé avec des barres bleues de 7 pouces dans une Croix de Saint-André avec une imbrication de coton blanc de 3⁄8. Il y a treize étoiles de 5 1⁄2 pouces sur la croix. Ce drapeau a été remis par le régiment à Appomattox Courthouse, Virginie et a reçu le numéro 411.

## Reddition
Lorsque Robert E. Lee se rend à Appomattox Court House le 9 avril 1865, seuls 144 hommes du 3rd Arkansas restent sur les 1 353 entrés en service depuis le début de la guerre.